# 福岡スバル
福岡スバル（ふくおかスバル）は、福岡県福岡市東区に本社を置くSUBARUのディーラーである。

## 沿革
- 1952年4月 - 福岡スバル自動車株式会社設立
- 1972年4月 - 北九州スバル自動車株式会社設立
- 2003年10月1日 - 福岡スバル自動車と北九州スバル自動車が統合して、「福岡スバル」が誕生。[2]
- 2008年 - 全国スバル販売店の再編により、西九州スバル、熊本スバル自動車、大分スバル自動車、南九州スバル、新沖縄スバルを傘下に置く統括事業会社となる。[3]

## 店舗
- 本社・千早店 - 福岡県福岡市東区千早
- 博多駅東店 - 福岡県福岡市博多区東光
- 福重店 - 福岡県福岡市西区福重
- 長丘店 - 福岡県福岡市南区長丘
- 西港店 - 福岡県北九州市小倉北区西港町（かつては北九州スバル自動車の本社であった）
- 小倉東インター店 - 福岡県北九州市小倉南区上葛原
- 八幡店 - 福岡県北九州市八幡西区穴生
- 行橋店 - 福岡県行橋市北泉
- 飯塚店 - 福岡県飯塚市有安
- 福間店 - 福岡県福津市中央
- 新宮店 - 福岡県糟屋郡新宮町三代
- 春日店 - 福岡県春日市須玖北
- 筑紫野店 - 福岡県筑紫野市杉塚
- 櫛原店 - 福岡県久留米市東櫛原町
- 上津店 - 福岡県久留米市上津町

- 大牟田店 - 福岡県大牟田市大字草木
- 中古車カースポット新宮 - 福岡県糟屋郡新宮町大字三代
- 中古車カースポット上津 - 福岡県久留米市上津町
- 中古車カースポット小倉東 - 福岡県北九州市小倉南区上葛原

旧店舗
- ポルシェセンター福岡 - 福岡市東区千早

2018年6月にてヤナセへ事業譲渡。7月よりヤナセ初のポルシェ正規ディーラー「ヤナセプレストオート」として運営する。
- 黒崎店 - 福岡県北九州市八幡西区皇后崎町
- 引野店 - 福岡県北九州市八幡西区引野
- 柳川店 - 福岡県柳川市三橋町柳河
- 浮羽店 - 福岡県久留米市田主丸町大字鷹取
- 中古車カースポット筑紫野 - 福岡県筑紫野市杉塚
- 中古車カースポット櫛原 - 福岡県久留米市東櫛原町